# Riche (Moselle)
Pour les articles homonymes, voir Riche (homonymie).
Riche est une commune française située dans le département de la Moselle, en région Grand Est.

## Géographie

### Communes limitrophes
| Pévange    | Morhange  |         |
| Haboudange | Riche     | Conthil |
|            | Sotzeling |         |

### Écarts et lieux-dits
Metzing.

### Hydrographie
La commune est située dans le bassin versant du Rhin au sein du bassin Rhin-Meuse. Elle est drainée par la Petite Seille, le ruisseau de Rode et le ruisseau de Baffeld.
La Petite Seille, d'une longueur totale de 25,5 km, prend sa source dans la commune de Racrange et se jette  dans la Seille à Salonnes, après avoir traversé 15 communes.

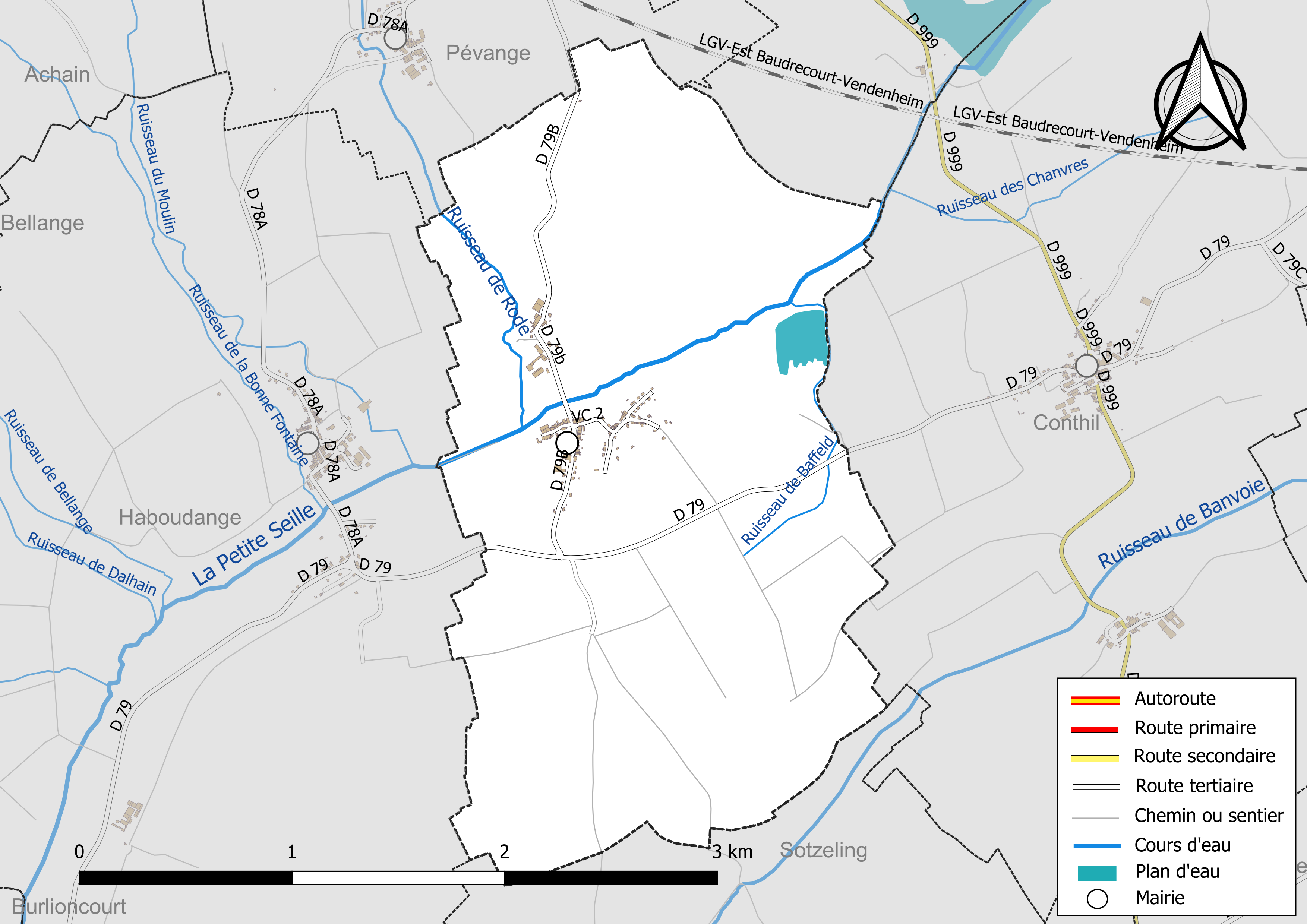
Réseaux hydrographique et routier de Riche.

La qualité des eaux des principaux cours d’eau de la commune, notamment de la Petite Seille, peut être consultée sur un site spécial géré par les agences de l’eau et l’Agence française pour la biodiversité.

### Climat
Pour des articles plus généraux, voir Climat du Grand Est et Climat de la Moselle.
En 2010, le climat de la commune est de type climat des marges montargnardes, selon une étude du Centre national de la recherche scientifique s'appuyant sur une série de données couvrant la période 1971-2000. En 2020, Météo-France publie une typologie des climats de la France métropolitaine dans laquelle la commune est exposée à un climat semi-continental et est dans la région climatique  Lorraine, plateau de Langres, Morvan, caractérisée par un hiver rude (1,5 °C), des vents modérés et des brouillards fréquents en automne et hiver. 
Pour la période 1971-2000, la température annuelle moyenne est de 9,9 °C, avec une amplitude thermique annuelle de 17 °C. Le cumul annuel moyen de précipitations est de 881 mm, avec 12,1 jours de précipitations en janvier et 9,3 jours en juillet. Pour la période 1991-2020, la température moyenne annuelle observée sur la station météorologique de Météo-France la plus proche, « Rodalbe », sur la commune de Rodalbe à 6 km à vol d'oiseau, est de 10,6 °C et le cumul annuel moyen de précipitations est de 737,2 mm. 
La température maximale relevée sur cette station est de 38,7 °C, atteinte le 24 juillet 2019 ; la température minimale est de −18,1 °C, atteinte le 26 décembre 2010,,. 
Les paramètres climatiques de la commune ont été estimés pour le milieu du siècle (2041-2070) selon différents scénarios d'émission de gaz à effet de serre à partir des nouvelles projections climatiques de référence DRIAS-2020. Ils sont consultables sur un site spécial publié par Météo-France en novembre 2022.

## Urbanisme

### Typologie
Au 1er janvier 2024, Riche est catégorisée commune rurale à habitat dispersé, selon la nouvelle grille communale de densité à sept niveaux définie par l'Insee en 2022.
Elle est située hors unité urbaine. Par ailleurs la commune fait partie de l'aire d'attraction de Morhange, dont elle est une commune de la couronne,. Cette aire, qui regroupe 22 communes, est catégorisée dans les aires de moins de 50 000 habitants,.

### Occupation des sols
L'occupation des sols de la commune, telle qu'elle ressort de la base de données européenne d’occupation biophysique des sols Corine Land Cover (CLC), est marquée par l'importance des territoires agricoles (100 % en 2018), une proportion identique à celle de 1990 (100 %). La répartition détaillée en 2018 est la suivante : 
terres arables (76,2 %), prairies (17,5 %), zones agricoles hétérogènes (6,4 %). L'évolution de l’occupation des sols de la commune et de ses infrastructures peut être observée sur les différentes représentations cartographiques du territoire : la carte de Cassini (XVIIIe siècle), la carte d'état-major (1820-1866) et les cartes ou photos aériennes de l'IGN pour la période actuelle (1950 à aujourd'hui).

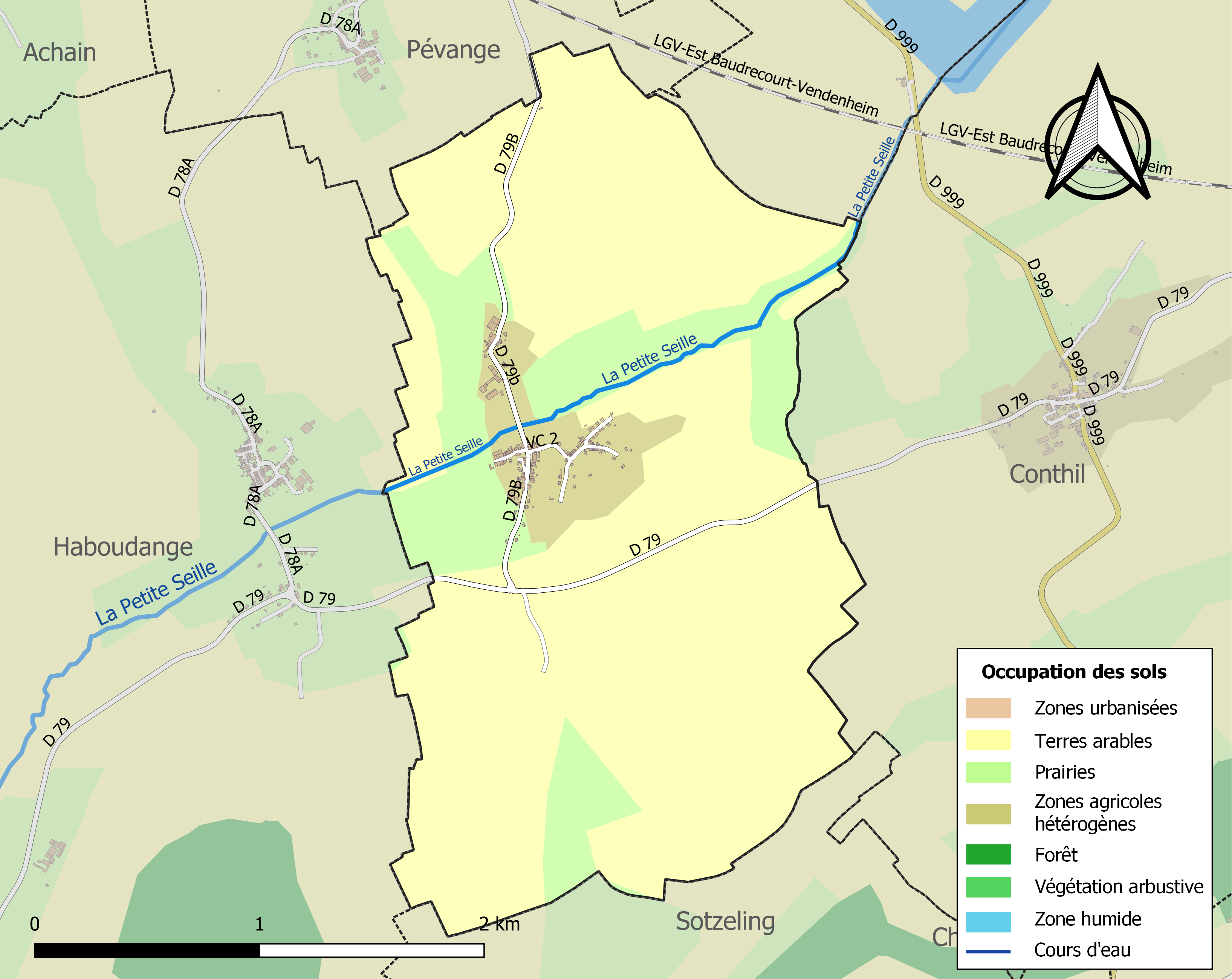
Carte des infrastructures et de l'occupation des sols de la commune en 2018 (CLC).

## Toponymie
- Rocheringa (927: attribution probable fondée sur ce que l'abbaye de Saint-Arnou avait des biens à Riche), Rich (1076, 1102, 1202), Richtz (1782)[14], Riche (1793), Reich (1871-1918).

## Histoire
- Dépendait de l'ancien duché de Lorraine.

## Politique et administration
| Période                                  | Période   | Identité         | Étiquette | Qualité |
| ---------------------------------------- | --------- | ---------------- | --------- | ------- |
| mars 1995                                | mars 2008 | André POINSIGNON |           |         |
| mars 2008                                | En cours  | Robert Forêt     |           |         |
| Les données manquantes sont à compléter. |           |                  |           |         |

## Démographie
L'évolution du nombre d'habitants est connue à travers les recensements de la population effectués dans la commune depuis 1793. Pour les communes de moins de 10 000 habitants, une enquête de recensement portant sur toute la population est réalisée tous les cinq ans, les populations de référence des années intermédiaires étant quant à elles estimées par interpolation ou extrapolation. Pour la commune, le premier recensement exhaustif entrant dans le cadre du nouveau dispositif a été réalisé en 2005.

En 2022, la commune comptait 184 habitants, en évolution de −2,65 % par rapport à 2016 (Moselle : +0,52 %, France hors Mayotte : +2,11 %).
| 1793 | 1800 | 1806 | 1821 | 1831 | 1836 | 1841 | 1846 | 1851 |
| ---- | ---- | ---- | ---- | ---- | ---- | ---- | ---- | ---- |
| 248  | 238  | 303  | 277  | 245  | 326  | 330  | 337  | 312  |

| 1856 | 1861 | 1871 | 1875 | 1880 | 1885 | 1890 | 1895 | 1900 |
| ---- | ---- | ---- | ---- | ---- | ---- | ---- | ---- | ---- |
| 290  | 288  | 252  | 246  | 243  | 231  | 252  | 246  | 239  |

| 1905 | 1910 | 1921 | 1926 | 1931 | 1936 | 1946 | 1954 | 1962 |
| ---- | ---- | ---- | ---- | ---- | ---- | ---- | ---- | ---- |
| 250  | 246  | 223  | 203  | 212  | 197  | 190  | 164  | 182  |

| 1968 | 1975 | 1982 | 1990 | 1999 | 2005 | 2006 | 2010 | 2015 |
| ---- | ---- | ---- | ---- | ---- | ---- | ---- | ---- | ---- |
| 166  | 158  | 181  | 215  | 223  | 205  | 201  | 189  | 187  |

| 2020 | 2022 | - | - | - | - | - | - | - |
| ---- | ---- | - | - | - | - | - | - | - |
| 187  | 184  | - | - | - | - | - | - | - |

## Culture locale et patrimoine

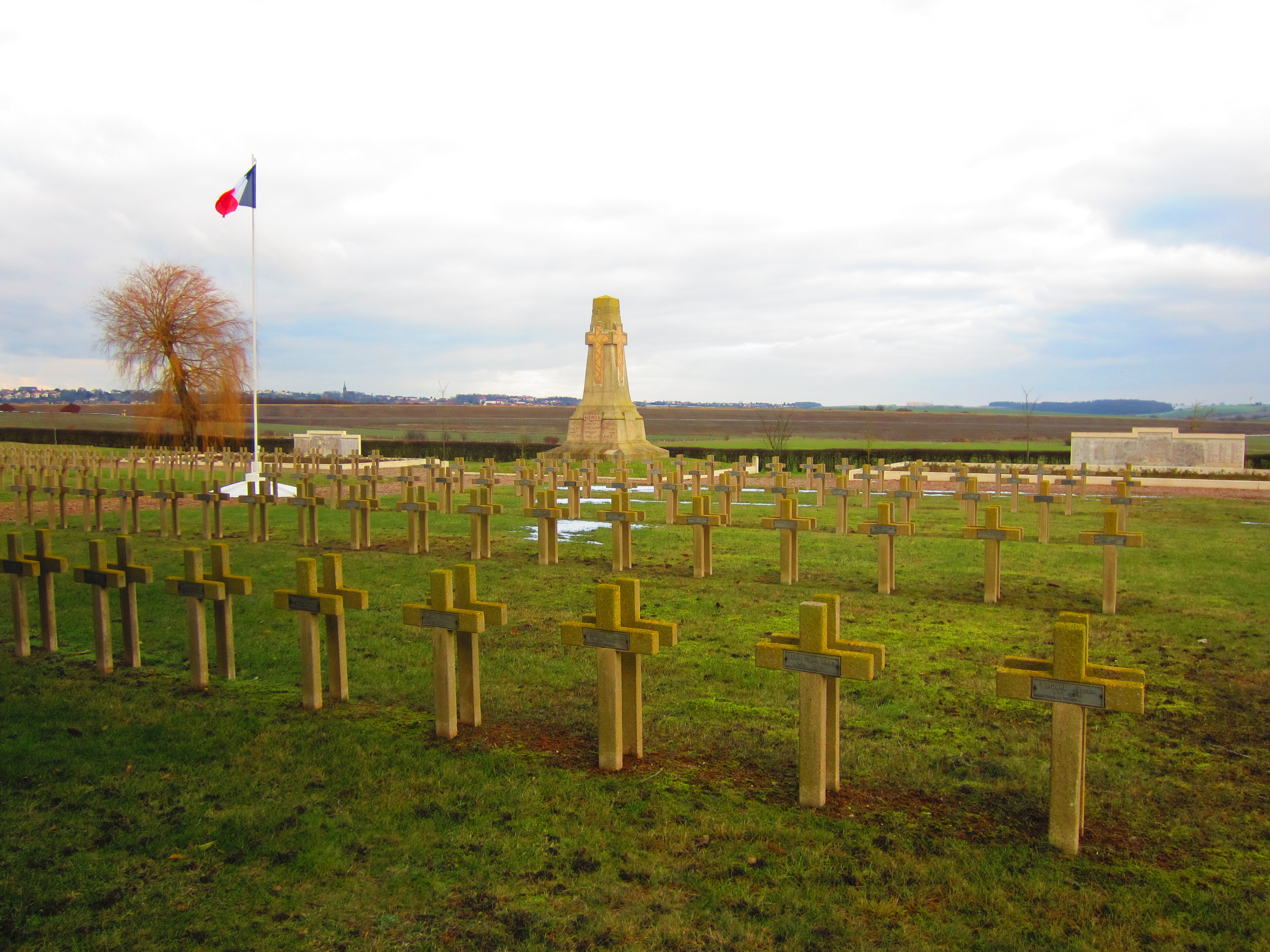
Nécropole nationale.

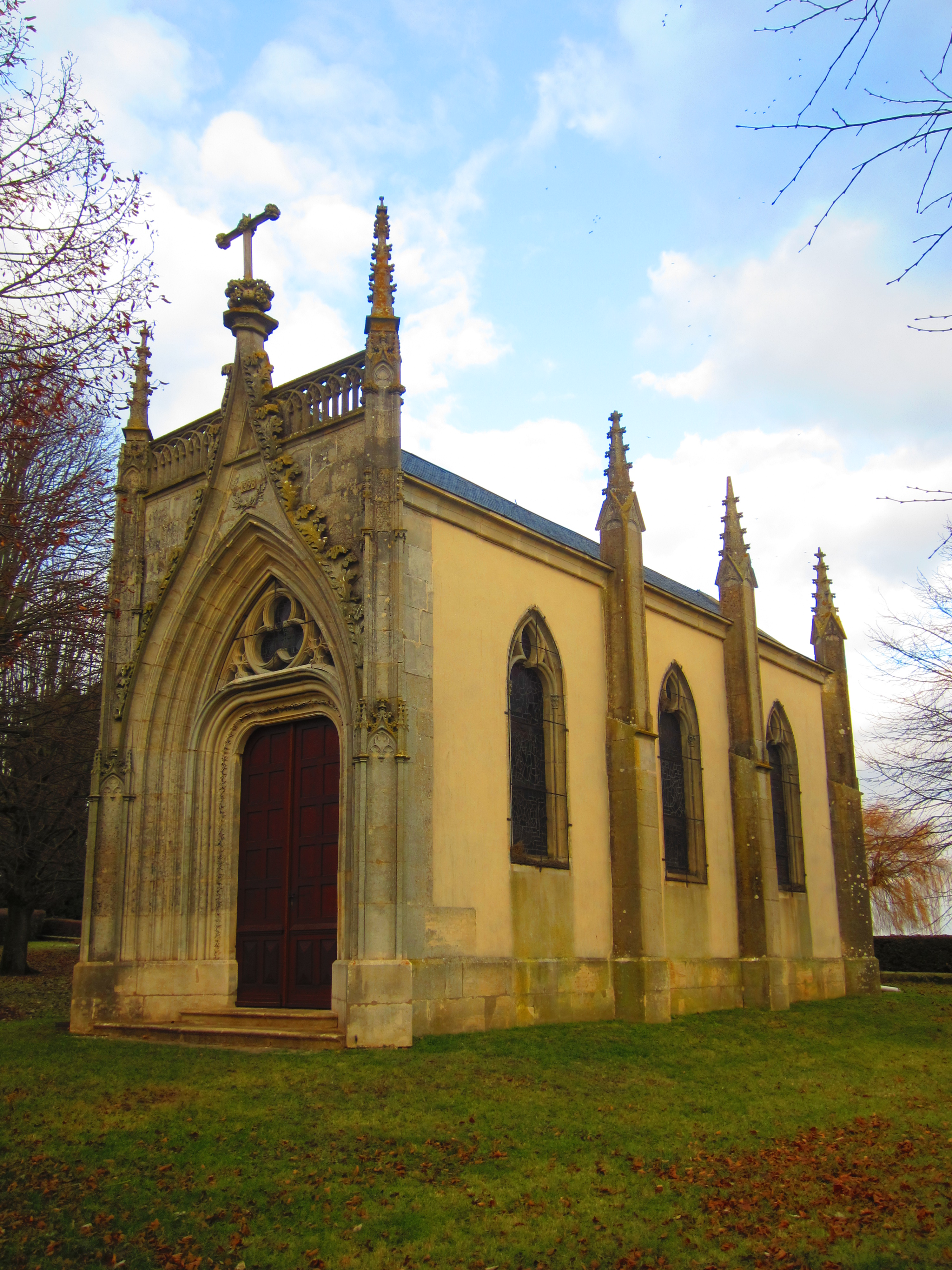
Chapelle au cimetière militaire.

### Lieux et monuments

#### Édifices civils
- Vestiges gallo-romains.
- Nécropole nationale, 2208 soldats dont 577 inconnus et 2 fosses communes, ainsi que 180 soldats russes (1914-1918).

#### Édifices religieux
- Église Saint-Étienne XVe siècle, refaite XVIIIe siècle : clocher roman ; très beaux autels et boiseries XVIIe siècle
- Chapelle construite en 1928 au cimetière militaire.

### Personnalités liées à la commune
- Charles-Auguste Salmon, né à Riche le 8 ventôse an XIII (27 janvier 1805), magistrat, député de la Meuse à l'Assemblée constituante en 1848 puis à l'Assemblée législative en 1849. Conseiller à la Cour de cassation en 1874. Sénateur de la Meuse en 1876. Officier de la Légion d'honneur. Correspondant de l'Institut (Académie des sciences morales et politiques). Mort à Paris le 26 décembre 1892.

### Héraldique
| Blason de Riche | Blason  | Coupé au 1 d’or à la bande de gueules chargée de trois alérions d’argent ; au 2 parti de gueules à deux saumons adossés d’argent accompagnés de quatre croisettes recroisetées au pied fiché de même, et d’argent à trois merlettes de sable. |
| Blason de Riche | Détails | Le statut officiel du blason reste à déterminer. |